# اکگاز، برتین
اکگاز، برتین (به لاتین: Akgöz, Bartın) یک منطقهٔ مسکونی در ترکیه است که در استان بارتین واقع شده‌است.

## خصوصیات
اکگاز ۴۰۷ نفر جمعیت دارد.